# Shirley M. Frye
Pour les articles homonymes, voir Frye.
Shirley M. Frye (née Urban) est une enseignante américaine en mathématiques. Elle est l'ancienne présidente du National Council of Supervisors of Mathematics et du Conseil National des Professeurs de Mathématiques.

## Formation et carrière
Frye est titulaire d'un bachelor du Thiel College (en) (1951) et d'une maîtrise de l'Université d'État de l'Arizona. Au Thiel College, l'un de ses mentors est le professeur de mathématiques Nathan Harter (en).
Elle travaille durant 40 années comme enseignante de mathématiques, prenant sa retraite en 1991.,
En 1965 elle présente une série de programmes télévisés éducatifs sur les mathématiques, sur la chaîne de l'Arizona State University KAET (en).

## Service
Elle rejoint pour la première fois le conseil d'administration du Conseil national (National Council of Teachers of Mathematics (en), NCTM) des professeurs de mathématiques en 1973, alors qu'elle travaille pour le district scolaire unifié de Scottsdale en Arizona, et elle est présidente de 1988 à 1990. Sous sa présidence, le NCTM publie un rapport appelant à mettre davantage l'accent sur le raisonnement plutôt que sur l'apprentissage par cœur dans l'enseignement des mathématiques aux écoles primaires et secondaires, à l'incorporation de calculatrices dans le travail en classe et à davantage de liens avec les problèmes pratiques quotidiens. Elle est citée dans le Reader's Digest comme dédaigneuse de la capacité mathématique innée en mathématiques, affirmant que "n'importe qui peut avoir confiance en les mathématiques s'il est correctement instruit". 
Frye est présidente du Conseil national des superviseurs de mathématiques de 1981 à 1983. Elle siège également au Conseil d'enseignement des sciences mathématiques du Conseil national de recherches et, dans le cadre de ce service, contribue à la rédaction d'une série de manuels de mathématiques pour l'école primaire. 

## Reconnaissance
Le Thiel College a nommé Frye comme son ancien élève distingué de l'année en 1976. Voir aussi . Le Conseil national des superviseurs de mathématiques décerne à Frye son Prix national de leadership Glenn Gilbert en 1986. Frye est la première lauréate du prix Louise-Hay de l'Association for Women in Mathematics, en 1991,. Elle reçoit le Lifetime Achievement Award 2002 du Conseil national des professeurs de mathématiques,. 